# Agave intermixta
Agave intermixta är en sparrisväxtart som beskrevs av William Trelease. Agave intermixta ingår i släktet Agave och familjen sparrisväxter.
Artens utbredningsområde är Haiti. Inga underarter finns listade i Catalogue of Life.